# Philip Glass
Philip Glass (Baltimore, 31 januari 1937) is een Amerikaans componist. Zijn muziek wordt gerekend tot de minimal music, hoewel hij zelf de term theatermuziek gebruikt.

## Biografie
Glass volgde wiskunde- en filosofie-colleges aan de universiteit van Chicago en haalde daar op zijn negentiende een Bachelor of Arts-graad. Hij wilde echter componist worden. Hij studeerde dwarsfluit aan het conservatorium Peabody Conservatory of Music. Daarna studeerde hij verder aan de Juilliard School of Music waar hij hoofdzakelijk keyboard speelde. Na zijn studie reisde Glass naar Parijs voor twee verdere jaren van studie bij Nadia Boulanger. Hier werd hem gevraagd om de Indiase muziek van Ravi Shankar om te zetten in westerse muzieknotaties. Hiervoor reisde hij in 1966 naar Noord-India, waar hij in contact kwam met Tibetaanse vluchtelingen. Hij leerde in 1972 Tenzin Gyatso, de veertiende dalai lama, kennen. Hij ondersteunt de Tibetaanse zaak, onder andere door zijn medewerking aan het Tibet House, een initiatief met onder anderen Richard Gere.
Het werken met Ravi Shankar, en zijn opvatting van ritme in de Indiase muziek, heeft tot de specifieke stijl van de muziek van Philip Glass geleid. Toen hij terugkeerde hield hij zich niet meer bezig met de componeerstijl van voor zijn reizen en begon met het schrijven van zware stukken gebaseerd op additieve ritmes en een tijdgevoel dat werd beïnvloed door Samuel Beckett, wiens werk hij leerde kennen toen hij voor experimenteel theater schreef. Glass vormde het Philip Glass Ensemble en speelde vooral in kunstgaleries. Zijn werk werd langzaam minder zwaar maar complexer, waarbij uiteindelijk Music in Twelve Parts ontstond. Zijn eerste opera Einstein on the Beach maakte hij samen met Robert Wilson. Dit werd uiteindelijk een trilogie met Satyagraha, gebaseerd op het leven van Mahatma Gandhi en zijn ervaringen in Zuid-Afrika, en met een sterke vocale en orkestrale compositie in Akhnaten, dat het leven verhaalt van de Egyptische farao Achnaton. Achnaton dankt de titel van revolutionair aan het feit dat hij als eerste een poging deed een monotheïstisch georiënteerde samenleving in te richten. Het werk wordt in de talen Akkadisch, Bijbels Hebreeuws, oud-Egyptisch en in de taal van het publiek gezongen.
Het werk van Philip Glass voor het theater bevat veel composities voor de groep Mabou Mines, die hij heeft gesticht in 1970.
Sinds de jaren negentig schrijft Glass meer en meer conventionele klassieke muziek voor strijkkwartet en symfonieorkest.
Glass heeft gewerkt voor David Bowie, Godfrey Reggio en Errol Morris. In 1983 werkte hij mee aan het album Hearts and Bones van Paul Simon: het nummer The Late Great Johnny Ace eindigt met een door Glass gecomponeerde coda.
Voor zijn filmmuziek is Philip Glass drie maal genomineerd voor een Oscar, echter zonder er een te winnen. Het ging om Kundun (1997), The Hours (2002) en Notes on a Scandal (2007). Hij componeerde ook de muziek voor de film Compassion in Exile: The Life of the 14th Dalai Lama, de Oscar-winnende documentaire The Fog of War in 2003 en speelt een rol in de documentaire Refuge van John Halpern uit 2006.
In 2015 verscheen zijn autobiografie Woorden zonder muziek, dat de nadruk legt op zijn levensbeschrijving en minder op zijn werk.

## Varia
- Orange Mountain Music (OMM) is een Amerikaans platenlabel, opgericht in 2001. Via Orange Mountain Music verschijnt langzaam maar zeker het gehele oeuvre van Philip Glass. Ook wordt muziek uitgegeven van projecten waarbij Glass zijdelings was betrokken.
- De Nederlandse harpiste Lavinia Meijer heeft samengewerkt met Philip Glass om een aantal van zijn composities geschikt te maken voor de harp. Zij trad diverse malen voor en met Philip Glass op en bracht de albums Glass: Metamorphosis/The Hours (2012) en The Glass Effect (2016) uit.

| - 1982: Koyaanisqatsi - 1985: Mishima: A Life in Four Chapters (zie ook Yukio Mishima) - 1987: Hamburger Hill - 1988: Powaqqatsi - 1989: La Chiesa - 1990: Mindwalk - 1992: Planetens spejle - 1992: Candyman - 1994: La mort de Molière - 1995: Candyman: Farewell to the Flesh - 1995: Jenipapo - 1996: The Secret Agent - 1997: Bent - 1997: Kundun - 1998: The Truman Show (met Burkhard Dallwitz, vermeld als additioneel componist) - 1999: The Eden Myth - 2002: Naqoyqatsi - 2002: The Baroness and the Pig - 2002: The Hours - 2004: Secret Window (met Geoff Zanelli) - 2004: Taking Lives - 2004: Undertow - 2005: La moustache - 2005: Faith's Corner - 2005: Neverwas - 2006: The Illusionist - 2006: Imaginary Friend - 2006: A Broken Sole - 2006: Notes on a Scandal - 2007: Kremen - 2007: Cassandra's Dream - 2007: No Reservations - 2009: Les regrets - 2010: Mr. Nice - 2011: Jelena - 2012: O Apóstolo - 2014: Leviathan - 2015: Low - 2015: Fantastic Four (met Marco Beltrami) - 2019: Samurai marason | - How Now (1968) - Modern Love waltz (1978) - Mad Rush (1981) - Metamorphoses one, two, three and four (1988) - Wichita Vortex Sutra (1988) - Truman Sleeps (1998) - Trilogy Sonata (2001) - The Hours (2002), pianomuziek voor de gelijknamige film The Hours - Einstein on the Beach (1976) voor het Philip Glass Ensemble, in samenwerking met Robert Wilson, première in Avignon - Satyagraha (1978–1979, première in 1980, libretto van Constance DeJong) - The Photographer voor solisten, koor en orkest(1982, op basis van het leven van Eadweard Muybridge) - Akhnaten (1983, libretto van Philip Glass en Shalom Goldman) - The Civil Wars: A Tree Is Best Measured When It Is Down, Act V – The Rome Section (1984, met Robert Wilson, libretto van Robert Wilson en Maita di Niscemi, met teksten van Seneca de Jongere) - The Making of the Representative for Planet 8 (1985–1986, première in 1988, libretto van Doris Lessing, op basis van haar vierde roman in de cyclus Canopus in Argos) - The Voyage (1990, première in 1992, libretto van David Henry Hwang) - White Raven (1991, première als O Corvo Branco in 1998, met Robert Wilson, libretto van Luísa Costa Gomes) - The marriages between zones three, four, and five (1997, libretto van Doris Lessing op basis van haar tweede roman in de cyclus Canopus in Argos) - Galileo Galilei (2002, libretto van Mary Zimmerman en Arnold Weinstein) - Waiting for the Barbarians voor solisten, koor en orkest (2005, op basis van een roman van J. M. Coetzee) - Appomattox (2007, libretto van Christopher Hampton) - Kepler (2009, libretto van Martina Winkel, met teksten van Johannes Kepler en Andreas Gryphius) - The Perfect American (2011, op basis van een boek over Walt Disney van Peter Stephan Jungk, première in 2013) - The Lost (fr) (2011–2012, naar een toneelstuk van Peter Handke, première 2013) - Symfonie nr. 1 "Low" (1992) - Symfonie nr. 2 (1994) - Symfonie nr. 3 (1995) - Symfonie nr. 4 "Heroes" (1996) - Symfonie nr. 5 (1999) - Symfonie nr. 6 "Plutonian Ode" (2001) - Symfonie nr. 7 "Toltec" (2004) - Symfonie nr. 8 (2005) - Symfonie nr. 9 (2011) - Symfonie nr. 10 (2012) - Symfonie nr. 11 (2017) - Symfonie nr. 12 (2019), gebaseerd op Lodger van David Bowie - Symfonie nr. 13 (2022) - Symfonie nr. 14 "The Liechtenstein Suite" (2021) | - A Madrigal Opera voor solisten, viool en altviool (1980) - The Juniper Tree (1985, met Robert Moran) - The Fall of the House of Usher (libretto op basis van het korte verhaal van Edgar Allan Poe, 1987) - 1000 Airplanes on the Roof voor solisten en ensemble (tekst van David Henry Hwang, 1988) - Hydrogen Jukebox voor solisten en ensemble (libretto van Allen Ginsberg, 1990) - Orphée voor solisten en kamerorkest (1991, op basis van de film van Jean Cocteau, première in 1993) - La Belle et la Bête voor solisten, het Philip Glass Ensemble of een kamerorkest (1994, op basis van de film van Jean Cocteau) - Les Enfants Terribles, Dansopera voor solisten en drie piano's ((kameropera, 1996) – libretto: Jean Cocteau – première: 18 mei 1996, Zug, Théâtre Casino) - The Witches of Venice, kinder-operaballet (1997) - Monsters of Grace, kameropera voor het Philip Glass Ensemble (1998, met 3D digital footage door Robert Wilson, libretto uit werken van Jalaluddin Rumi) - In the Penal Colony voor solisten en strijkkwartet (2000, libretto op basis van een kort verhaal van Franz Kafka) - The Sound of a Voice voor solisten en kamer ensemble inclusief een pijp (2003, libretto van David Henry Hwang) - The Trial Kameropera, op basis van een roman van Franz Kafka (2014, libretto van Christopher Hampton) Enkele opmerkelijke werken: - Music with Changing Parts (1973) - Music in Twelve Parts (1974) - Dance nr. 1-5 (1978-1979), nr. 2 & 4 i.s.m. Lucinda Childs en Sol LeWitt - Glassworks (1982) - Koyaanisqatsi (filmmuziek, 1983) - The Olympian (1984), muziek bij openingsceremonie van de Olympische Spelen - Songs from Liquid Days (1986) - Violin Concerto (1987) - Powaqqatsi (filmmuziek, 1988) - Solo Piano (1989) - Passages (met Ravi Shankar, 1990) - String Quartet No. 5 (1991) - Anima Mundi (filmmuziek, 1992) - Pianoconcert nr. 1 "Tirol" (2000) - Naqoyqatsi (filmmuziek, 2002) - The Fog of War (filmmuziek, 2003) - Going Upriver: The Long War of John Kerry (filmmuziek, 2004) - Pianoconcert nr. 2 "After Lewis and Clark" (2004) |

Zie ook Categorie:Compositie van Philip Glass

## Prijzen en nominaties

### Academy Awards
| Jaar | Titel              | Categorie                    | Uitslag     |
| ---- | ------------------ | ---------------------------- | ----------- |
| 1998 | Kundun             | Beste dramatische filmmuziek | Genomineerd |
| 2003 | The Hours          | Beste filmmuziek             | Genomineerd |
| 2007 | Notes on a Scandal | Beste filmmuziek             | Genomineerd |

### BAFTA Awards
| Jaar | Titel     | Categorie        | Uitslag  |
| ---- | --------- | ---------------- | -------- |
| 2003 | The Hours | Beste filmmuziek | Gewonnen |

### Emmy Awards
| Jaar | Titel                 | Categorie                                                                                              | Uitslag     |
| ---- | --------------------- | --- | ----------- |
| 2004 | Pandemic: Facing AIDS | Beste compositie voor een televisieserie (dramatische achtergrondmuziek), voor afl. "Urganda/Thailand" | Genomineerd |

### Golden Globe Awards
| Jaar | Titel           | Categorie        | Uitslag     |
| ---- | --------------- | ---------------- | ----------- |
| 1998 | Kundun          | Beste filmmuziek | Genomineerd |
| 1999 | The Truman Show | Beste filmmuziek | Gewonnen    |
| 2003 | The Hours       | Beste filmmuziek | Genomineerd |

### Grammy Awards
| Jaar | Titel              | Categorie                                                                    | Uitslag     |
| ---- | ------------------ | ---------------------------------------------------------------------------- | ----------- |
| 2004 | The Hours          | Beste partituur soundtrackalbum voor film, televisie of andere visuele media | Genomineerd |
| 2008 | Notes on a Scandal | Beste instrumentale compositie, voor "I Knew Her"                            | Genomineerd |